# Fresnes-sous-Coucy
Fresnes-sous-Coucy ist eine französische Gemeinde im Département Aisne in der Verwaltungsregion Hauts-de-France. Sie gehört zum Arrondissement Laon und zum Kanton Vic-sur-Aisne. 
Die ursprünglich mit dem Namen Fresnes bezeichnete Gemeinde änderte ihre Bezeichnung mit Erlass N° 2017-1744 vom 22. Dezember 2017 auf den aktuellen Namen Fresnes-sous-Coucy.

## Lage
Die Gemeinde Fresnes-sous-Coucy liegt im Nordwesten des Höhenzuges Chemin des Dames, 20 Kilometer westlich von Laon. Nachbargemeinden sind Barisis-aux-Bois im Nordwesten, Septvaux im Norden, Prémontré im Osten, Bassoles-Aulers im Süden, Coucy-la-Ville im Südwesten und Verneuil-sous-Coucy. An der nördlichen Gemeindegrenze verläuft das Flüsschen Servais.

## Bevölkerungsentwicklung
| Jahr                       | 1962 | 1968 | 1975 | 1982 | 1990 | 1999 | 2011 | 2021 |
| -------------------------- | ---- | ---- | ---- | ---- | ---- | ---- | ---- | ---- |
| Einwohner                  | 189  | 170  | 174  | 145  | 146  | 151  | 156  | 161  |
| Quellen: Cassini und INSEE |      |      |      |      |      |      |      |      |

## Sehenswürdigkeiten
- romanische Kirche Saint-Martin

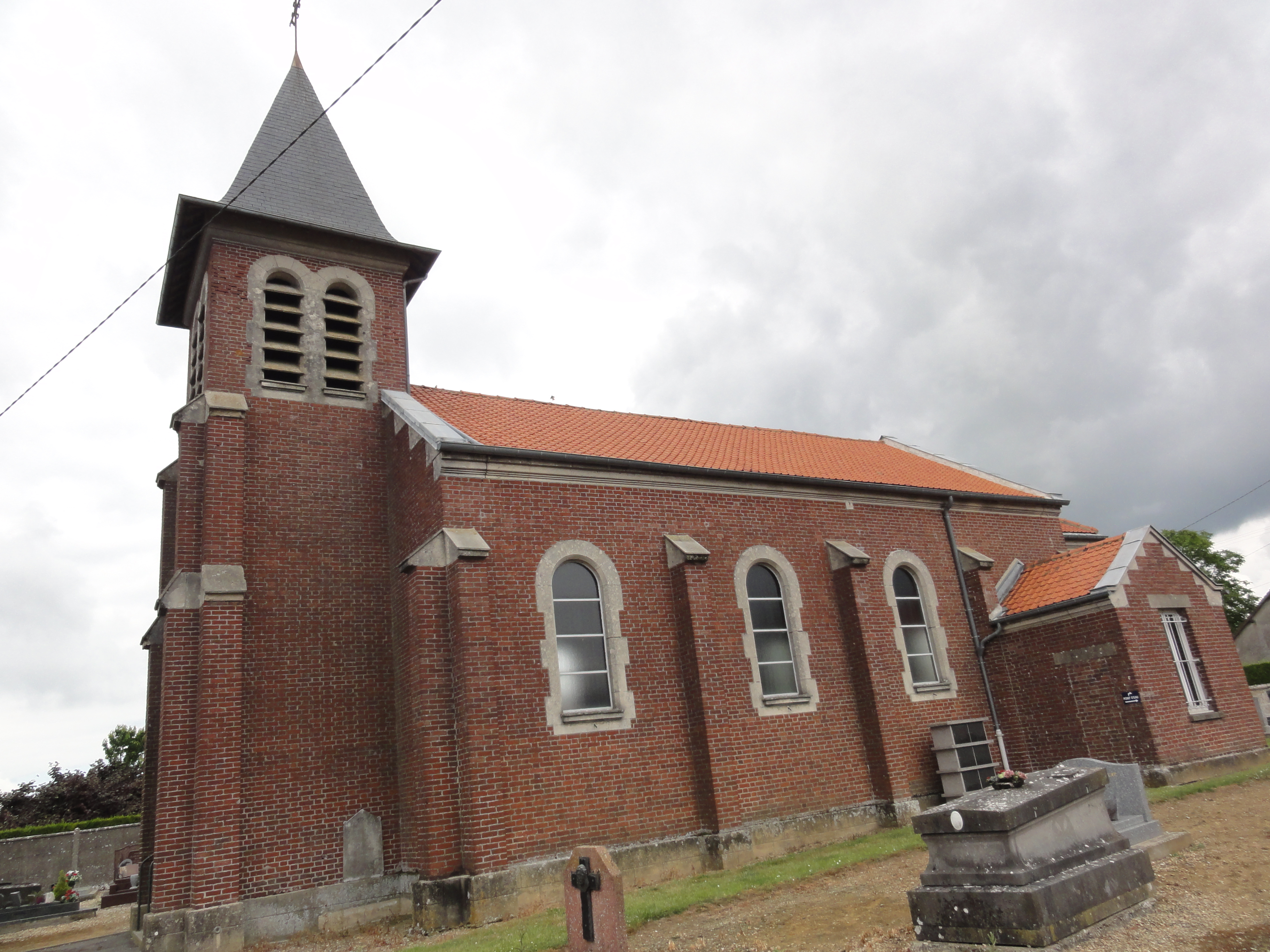
Kirche Saint-Martin
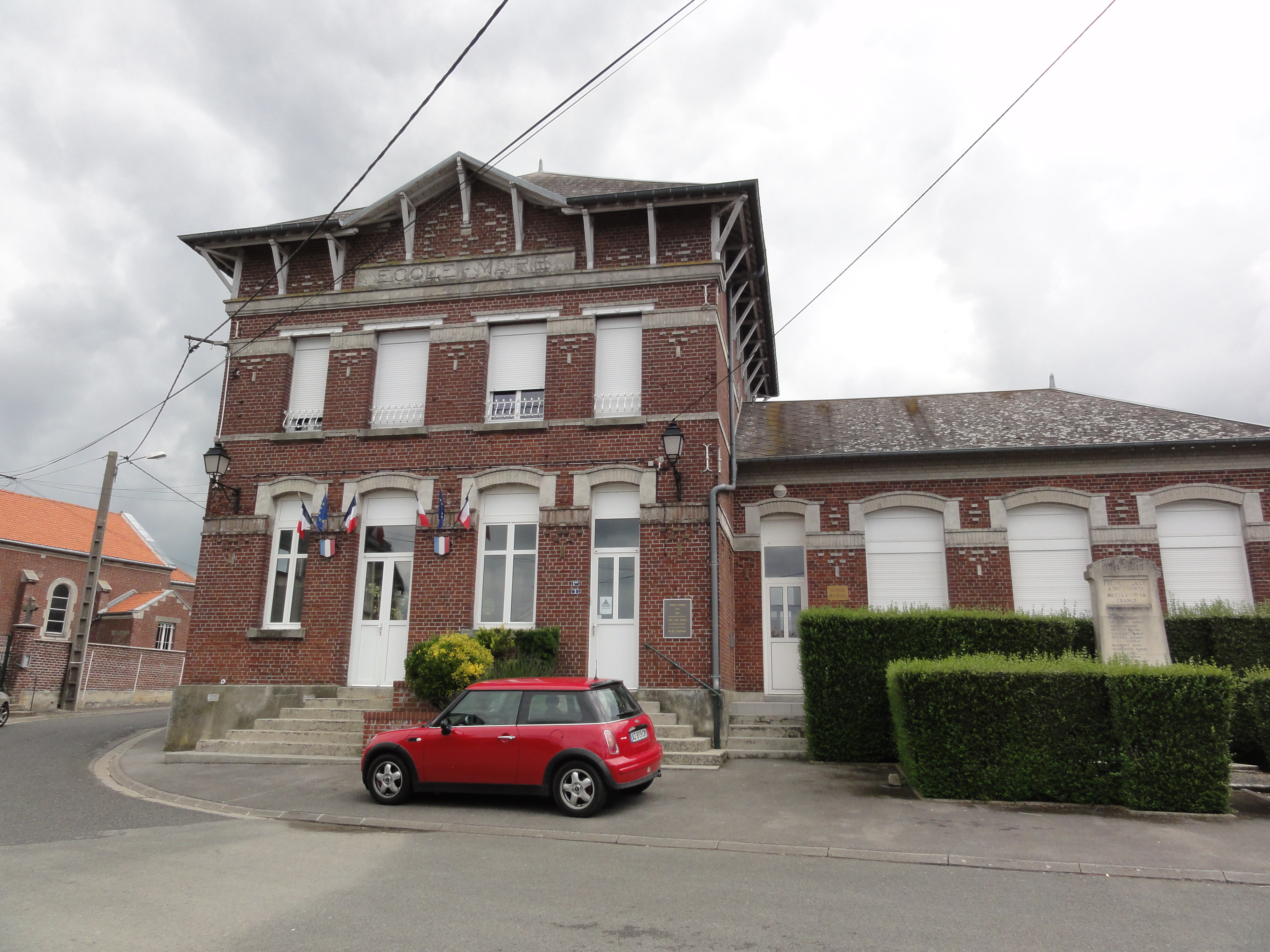
Rathaus und Festhalle
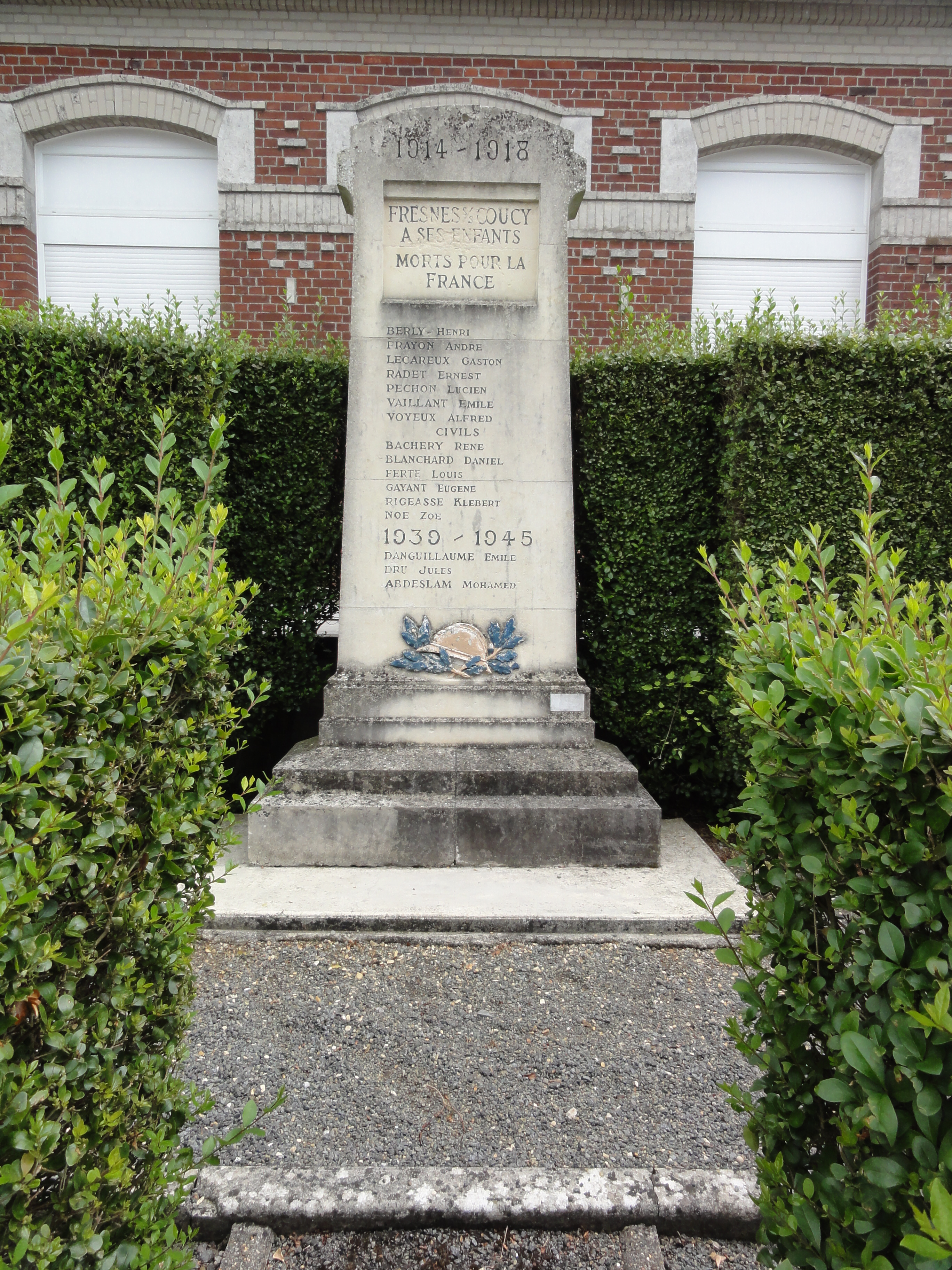
Gefallenendenkmal